# Cascade de la Pleureuse
La cascade de la Pleureuse est une cascade du Lapiaz de Sales, elle coule à côté de la sauffaz en Haute-Savoie. Elle alimente la cascade du Rouget dite la « Reine des Alpes ».
Comme son nom l'indique elle fait penser à l'écoulement des larmes. 